# 徐樹錚
徐 樹錚（じょ じゅそう）は、清末民初の軍人・政治家。北京政府、安徽派の有力軍人。段祺瑞配下の「四大金剛」の1人（他は靳雲鵬・呉光新・傅良佐）と目され、参謀として活動した。字は又錚。

## 事績

### 段祺瑞の腹心
1892年（光緒18年）、秀才となる。1901年（光緒27年）冬、山東巡撫の任にあった袁世凱に書面を送って任用されようとしたが成功しなかった。しかし、その過程で袁の部下の段祺瑞から評価され、その書記官として登用された。1905年（光緒31年）、日本へ留学し、陸軍士官学校歩兵科第7期を卒業した。帰国後は、第6鎮軍事参議、第1軍総参謀を歴任した。
1912年（民国元年）3月に段祺瑞が陸軍部総長に任命されると、徐樹錚は陸軍部軍学処処長に任命された。同年9月、軍馬司司長兼管総務庁事に異動する。11月、雑誌『平報』を創刊し、段や陸軍の思想を宣伝した。1914年（民国3年）、陸軍部次長に昇進した。この年に、北京で正志中学を創設し、自ら校長となっている。1915年（民国4年）、袁世凱が皇帝即位の動きを見せると、徐は段にこれをボイコットするよう勧めた。6月に、徐の進言に従って段は病気を口実に辞職し、徐もやはり辞職した。

### 府院の争い、対南強硬
1916年（民国5年）6月6日、袁世凱が死去すると、黎元洪が総統、段祺瑞が国務総理にそれぞれ就任する。徐樹錚は、国務院秘書長となった。府院の争いでは、徐は段の後ろ盾を得て黎と抗争した。国務会議では徐は越権の言動を弄し、黎の支持を受ける内務総長孫洪伊と激しい争いになっている。結局、徐世昌の調停により、11月に徐樹錚と孫は同時に罷免された。
1917年（民国6年）5月、黎元洪が段祺瑞を国務総理から罷免する。徐樹錚は張勲を煽動し、復辟を行わせて7月に黎を失脚させた。徐はその後直ちに、討逆軍総部参賛として、段による張勲討伐に追随した。
その後、直隷派の馮国璋が総統となると、段祺瑞は国務総理に復帰し、徐樹錚も陸軍部次長に任命された。孫文らが率いる南方政府（護法軍政府）への対処では、徐は「武力統一」による強硬手段を唱え、湖南省に軍を派遣した。しかし、馮は「和平統一」を主張して穏健な解決を唱え、これに反対した。結局、段と徐は同年11月に辞職に追い込まれている。
徐樹錚は1918年（民国7年）に奉天派（奉軍）の張作霖を説得して安徽派を支持させた。また、徐自身も奉軍副司令として奉軍を入関させた。この圧力に、馮は南方政府との対決を迫られ、同年3月には段を国務総理に復帰させられた。さらに徐は、王揖唐らと「安福倶楽部」という政治集団を結成し、国会において安徽派を支持する勢力とさせた。また、直隷派で「和平統一」を画策していた陸建章を暗殺し、直隷派の曹錕を篭絡して南方へ進攻させている。

### 直隷派に敗北

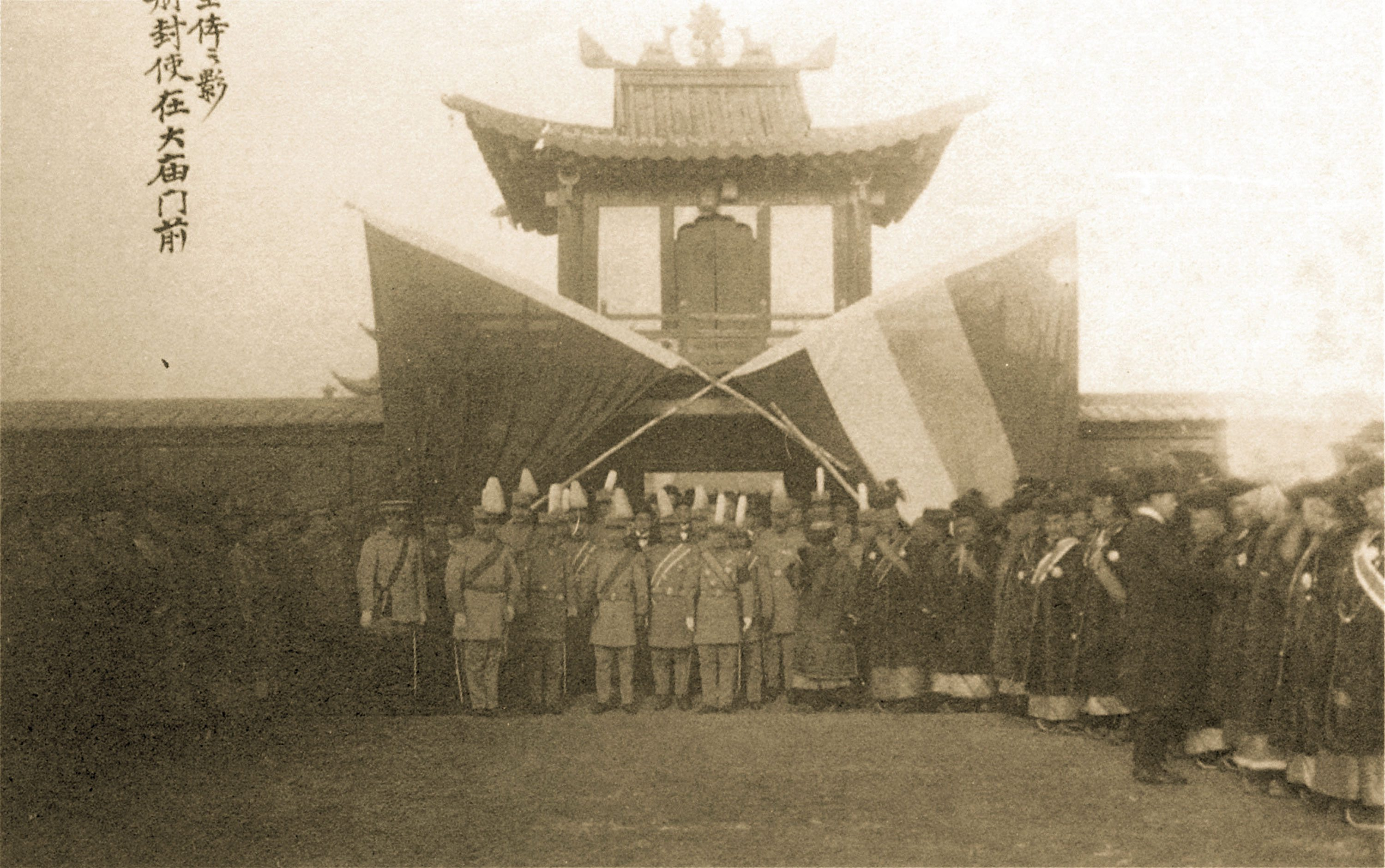
1920年1月1日、ジェプツンダンバ・ホトクト8世の冊封典礼にて、外蒙活仏冊封專使として参加する徐樹錚（前列中央の黒い腕章）。ボグドハーン夏の宮殿にて（現在のスフバートル広場）。

同年9月、徐樹錚は軍資金を流用していたために、張作霖により副司令職を罷免された。段祺瑞は徐を参戦処参謀長兼西北国防籌備処処長に任命した。徐は日本と交渉して、その資金・物資・技術援助を獲得し、「参戦軍」を編制して段の子飼いの部隊とした。11月、徐は陸軍上将位を授けられ、また、日本を訪れて段祺瑞への支持を取り付けている。1919年（民国8年）5月、五四運動が発生すると、徐は学生運動鎮圧とヴェルサイユ条約調印を主張した。しかし、これらの行為は、徐への国内世論の反発を招くことになる。
6月、参戦軍は辺防軍と改称され、西北籌辺使兼西北辺防軍総司令に任命された。さらに徐は外蒙善後督弁も兼任し、11月7日、辺防軍は外蒙古に進攻、フレー（庫倫、ウルガ）に入り、ボグド・ハーンの宮殿を武装兵士で包囲し、自治返上を迫った。これらに伴い1919年11月、中華民国大総統令によって外蒙古自治撤廃が公表された。翌年1920年（民国9年）元旦に、ウランバートル（庫倫）で外蒙古の活仏を冊封する典礼を執り行い、外蒙古の支配に乗り出したが、まもなくロマン・ウンゲルン率いるロシア白軍に駆逐された。同年夏、直隷派の曹錕、呉佩孚らが国内での反徐世論に乗じ、その罷免を総統徐世昌に求めた。結局7月、徐世昌は徐樹錚を罷免し、これをきっかけに安直戦争が勃発した。しかし、段祺瑞ら安徽派は敗北して徐樹錚は日本大使館に逃げ込み、安福倶楽部も解散された。

### 謀略の果ての死
1921年（民国10年）1月、徐樹錚は段祺瑞の代表として広西省で孫文と会談する。さらに張作霖とも連絡をとりあい、孫・段・張による反直隷派同盟を結成した。その後、福建省や浙江省などで、安徽派の地盤・軍隊の養成を図ったが、こちらは捗捗しい成果は残せなかった。
1924年（民国13年）9月の第2次奉直戦争後に、段祺瑞は張作霖と馮玉祥により臨時執政として擁立された。徐は1925年（民国14年）1月から12月まで、世界各国を外遊して回っている。12月11日、帰国すると、広東の中国国民党に対抗しようと、安徽派・直隷派・奉天派による連合の結成を目論んだ。しかし馮は、この時すでに国民党への傾斜を強めており、さらに、馮の親族にあたる陸建章を暗殺した徐への恨みを募らせていた。
12月30日、馮玉祥の部下は上海にいた徐樹錚を襲撃し、これを銃殺した。享年46（満45歳）。
子に、法学者の徐道鄰がいる。